# Phượng (họ)
Phượng (giản thể: 凤, phồn thể: 鳳) là một họ của người Trung Quốc, là một họ có nguồn gốc cổ xưa, ngày nay cực kỳ hiếm thấy.